# Pukatawagan
Pukatawagan est une communauté des Premières Nations située à environ 210 km (130 mi) au nord du Pas (Manitoba). Avec une population de 2 300 habitants, c'est le site le plus important de la nation crie Mathias Colomb (en), qui compte 3 300 membres et un vaste territoire représentant la majeure partie du nord-ouest du Manitoba.

## Transport
La localité est accessible par divers moyens de transports gérés par la nation crie Mathias Colomb : en train de voyageurs depuis la gare du Pas ; en avion par un vol régulier de la Missinippi Air entre l'aéroport du Pas et l'aéroport de Pukatawagan et en voiture par une route de glace, aménagée et praticable après le gel des lacs.